# 蘇菲亞的選擇 (小說)
《蘇菲亞的選擇》（Sophie's Choice）是威廉·斯蒂隆的小說作品，曾入選20世紀百大英文小說。